# آموس کاردارلی
آموس کاردارلی (انگلیسی: Amos Cardarelli; ۶ مارس ۱۹۳۰ – ۱ ژوئیهٔ ۲۰۱۸) بازیکن فوتبال اهل ایتالیا بود.
از باشگاه‌هایی که در آن بازی کرده‌است می‌توان به باشگاه فوتبال اینتر میلان، باشگاه فوتبال آ.اس. رم، و باشگاه فوتبال اودینزه اشاره کرد.